# Спаринський Олександр Йосипович
Олександр Йосипович Спаринський (22 лютого 1954, Луцьк, Волинська область, УРСР) — український композитор-аранжувальник, музикознавець, продюсер. Член Національної спілки кінематографістів України. 

## Біографія
Навчався в музичній школі №2, м. Київ, потім в музичній школі ім. К.Стеценка для дорослих. Закінчив Київський педагогічний інститут ім. М. Горького (музично-педагогічний факультет).
Автор музики до 35 кінофільмів, включаючи мультиплікаційні, 52 театральних вистав та мюзиклів, оперети, фолк-опери, хорової, електронної, характерної инструментальної музики, ораторій, авторських транскрипцій української автентики в жанрі World music.
Автор музики майже двохсот пісень: дитячих, ансамблевих, поп-, рок- та камерних балад, фольклорних стилізацій.
Продюсер низки українських колективів, організатор концертів , мистецькознавчих лекцій, творчих звітів по всьому світу з метою популяризації українського мистецтва за кордоном у Великій Британії, Франції, Бельгії, Австралії, Голандії, Ірландії, Німеччині, Гонконзі, Китаї.
Музичний продюсер Центру фестивалів, масових дійств і концертних програм «Кобзар», — структури, що здійснює організацію та постановку міських та загальнонаціональних масових видовищних заходів: Свят Незалежності України, Днів Перемоги, Днів Києва, Новорічно-Різдвяних спектаклів, фестивальних та церемоніальних заходів, фольклорних свят, урядових концертів тощо.
Авторська дискографія Спаринського становить 13 компакт-дисків, один DVD та 7 MC; в тому числі мультимедійні диски:
- «Різдво Христове 2000» [5] — перша у світі мультимедійна енциклопедія Українських Новорічно-Різдвяних свят.
- «Виходьте, веснянки!» [6] — перший у світі мультимедійний диск про Весінній цикл святкувань в Україні; в той же час, — перший зразок прочитання українського фольклору в жанрі World music з залученням провідних виконавців України.
- «Чари Купальської ночі»[7] — авторське, на межі фольклору, авангарду, джазу, електронної та сучасної музики прочитання традиційного музичного та етнографічного надбання.

Мешкає і працює в Києві. Має двох дочок.
Хобі — інформаційні технології, література, кіно, спорт (велосипед, плавання).

## Творчість
Пісні «Сонячна квітка», «Карнавал Золотих воріт», «Матіоли», «Сонячна квітка»; ораторії «На землі ми — велика Родина», «Благословення Св. Михаїла»; інструментальні мініатюри «Мімірічі», «Прогулянка»; сюїти «Виходьте, веснянки!», «Чари Купальської ночі».

## Кінематографічні роботи
Автор музики до фільмів:
- «Женька-Мушкетер» (1983)
- «Нічний візитер» (1984)
- «Робоча династія» (1985)
- «Руками молодих» (1986)
- «Небезпечні ігри» (1986)
- «Мозаїка» (1989)
- «Круглячок» (1992)
- «Літачок Ліп» (2000)
- «Війна яблук та гусені» (2004)
- «Будиночок для равлика» (2005)
- «Про кішку, що впала з неба» (2005)
- «Чого в лісі не буває» (2006)
- «Може буть» (2007)
- «Таємний гвардієць Імператриці» (2008)
- «Літа мої...» (2013)
- «Трубач» (2013)
- «Я чайник» (2016)

Автор-режисер, композитор та продюсер фільмів:
- «Перерваний джаз Юрія Новикова» (2010)
- «Приношення» (2010)
- «Закарпаття крізь віки» (2011)
- «Великодні зустрічі «Київської Камерати» (2012)
- «Лондонський бенефіс Ігоря Переверзєва» (2013)
- «Закоханий Їжачок» (2015)
- «Наша Високоповажність» (2015) та ін.

## Нагороди
Certificate of Achievement міжнародного композиторського конкурсу «Unisong» (США, 1999); Диплом Київської мерії (2001); Почесні дипломи від Асоціації Українців та Української Церкви Великої Британії (2004); листи-подяки з: Ватікану (2001), Бібліотеки Конгресу США (2003, 2005); Українського Католицького Університету (2005), українознавчих інститутів Данії, Канади, Австралії, Франції, США.